# Ludwik Bartłomiej Załuski
Ludwik Bartłomiej (Bogusław) Załuski herbu Junosza (ur. 1 czerwca 1661, zm. 24 grudnia 1721 w Warszawie) – polski duchowny katolicki, biskup pomocniczy przemyski, biskup płocki, kanclerz królowej Marii Kazimiery.

## Życiorys
Pochodził z senatorskiej, choć niezbyt zamożnej rodziny Aleksandra, wojewody rawskiego i Katarzyny z Olszowskich, siostry prymasa Andrzeja Olszowskiego. Jego bracia to m.in. Andrzej Chryzostom Załuski, Marcin Załuski i Aleksander Józef Załuski. Kształcił się w Lublinie, Rzymie i Paryżu. Był kanonikiem krakowskim, kustoszem skarbu koronnego i kanclerzem królowej Marii Kazimiery.
21 stycznia 1692 został prekonizowany biskupem tytularnym Alessio i sufraganem przemyskim. 1 kwietnia 1699 r. został przeniesiony na biskupstwo płockie, wakujące po przejściu jego brata, Andrzeja Chryzostoma na Warmię. Jako senator brał udział w sejmie pacyfikacyjnym w 1699 roku. W styczniu 1702 roku podpisał akt pacyfikacji Wielkiego Księstwa Litewskiego. Jego rządy biskupie w Płocku przypadły w trudnych czasach wielkiej wojny północnej, która przyczyniła się do znacznego spustoszenia diecezji. Był członkiem konfederacji sandomierskiej 1704 roku. Był uczestnikiem Walnej Rady Warszawskiej 1710 roku.
Sam Ludwik Bartłomiej w relacji o stanie diecezji którą przesłał do Rzymu w 1717 r. liczbę zniszczonych kościołów oceniał na 50. Troszczył się on jednak gorliwie o ich odbudowę, wiele świątyń osobiście konsekrował, odbudował także w 1716 zamek biskupi w Broku. Zatwierdził w 1708 kult łaskami słynącego obrazu Matki Bożej w Żurominie, a w 1719 opiekę nad sanktuarium powierzył jezuitom, sprowadzonym z Pułtuska. Przeprowadził wizytację diecezji.
6 maja 1710 r. erygował Seminarium Duchowne w Płocku. Na utrzymanie seminarium przeznaczył dochody z dwu wsi, jednak podstawą materialną konieczną dla budowy seminarium był wysoki legat finansowy sufragana chełmińskiego Seweryna Szczuki. Seminarium zostało oddane księżom misjonarzom, których w tym celu Załuski sprowadził do Płocka. Ufundował wyposażenie dla kolegiaty w Pułtusku, umieszczając z prezbiterium i głównej nawie epitafia poszczególnych przedstawicieli rodu Załuskich. Oryginalną cechą tych epitafiów są płasko rzeźbione wizerunki zmarłych. W 1720 r. rozpoczął budowę, na tyłach kościoła  Matki Boskiej Łaskawej w Warszawie i klasztoru jezuitów, okazałego dwupiętrowego budynku z przeznaczeniem na szkołę, która nosiła nieoficjalną nazwę Gymnasium Zaluscianum, od nazwiska założyciela.
Pochowany w kolegiacie Zwiastowania NMP i Św. Mateusza w Pułtusku.